# Maxplatte, Maxplatten
Maxplatte, Maxplatten (Maxplatten) est un court métrage d'animation tchécoslovaque réalisé par Jiří Trnka, sorti en 1965.

## Fiche technique
- Titre : Maxplatte, Maxplatten
- Titre original : Maxplatten
- Réalisation : Jiří Trnka
- Production :
- Pays d'origine : Tchécoslovaquie
- Technique : marionnettes
- Genre : film d'animation
- Couleur :
- Durée :
- Date de sortie : 1965